# Grabhügel im Aggebo Hegn

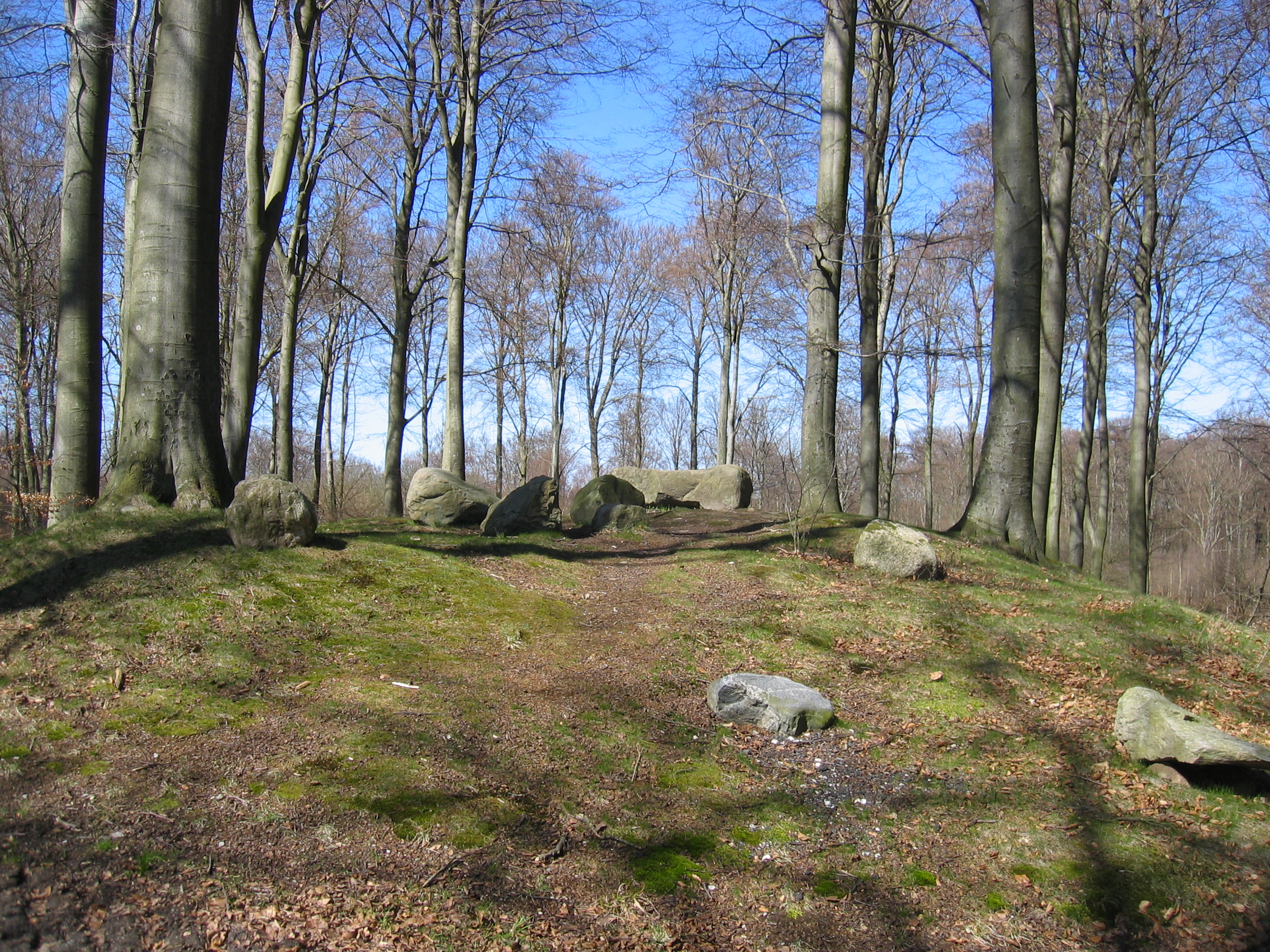
Grabhügel im Aggebo Hegn

Der Grabhügel im Aggebo Hegn stammt aus der älteren Bronzezeit zwischen 1800 und 1000 v. Chr. Es wird angenommen, dass er etwa 3500 Jahre alt ist. Zu dieser Zeit war es gebräuchlich, einflussreiche Tote in hölzernen Särgen, innerhalb großer Hügel zu bestatten. 
Einige Grabhügel wurden mit großen Steinen bedeckt, um sie zu markieren. Die bronzezeitlichen Hügel wurden oft auf natürlichen Hügeln angelegt, so dass sie weithin sichtbar waren und Macht und Reichtum signalisierten.
Der Aggebo Hegn ist einer von zwei zusammenhängenden Wäldern westlich von Græsted im Norden der dänischen Insel Seeland. Der Aggebo-Hegn ist der westliche Teil des Waldgebiets, während der östliche Teil der Græsted Hegn ist.